# Oidiphorus brevis
Oidiphorus brevis es una especie de pez de la familia Zoarcidae en el orden de los perciformes.

## Morfología
Los machos pueden llegar a alcanzar los 11,5 cm de longitud total.

## Hábitat
Es un pez de mar y de aguas profundas que vive entre 135-900 m de profundidad.

## Distribución geográfica
Se encuentra desde Bahía Blanca (la Patagonia, en Argentina) hasta las Islas Malvinas.

## Observaciones
Es inofensivo para los humanos. 